# Mesure d'éloignement des étrangers en droit français

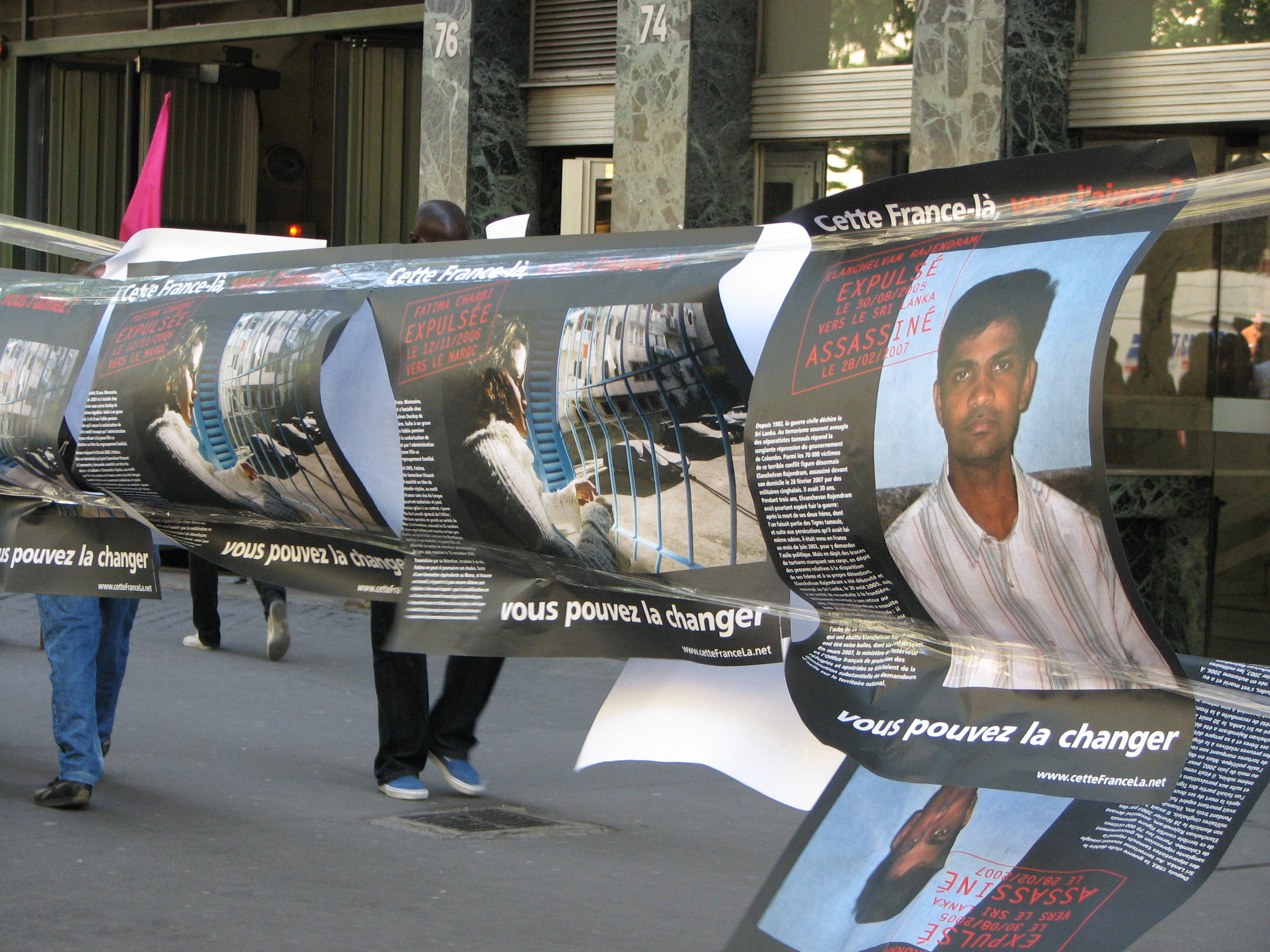
Protestations contre les expulsions de personnes déboutées de leur demande d'asile.

En France, le ministère de l'Intérieur peut prendre des mesures d'éloignement des étrangers du territoire français.
En 2022, il existe différentes mesures d'éloignement d'étrangers séjournant régulièrement ou irrégulièrement sur le territoire français, dans le livre V du code de l'entrée et du séjour des étrangers et du droit d'asile (CESEDA) et le code de procédure pénale. Ces mesures sont les suivantes :
- l'obligation de quitter le territoire français ;
- la reconduite à la frontière ;
- l'expulsion ;
- l'extradition ;
- l'éloignement d'office des ressortissants du Venezuela, du Brésil, du Suriname et du Guyana appartenant à l'équipage d'un navire se livrant à des activités de pêche illicite en Guyane (art. L532-1 CESEDA) ;
- les mesures prévues, dans le cadre du droit européen, par le livre V, titre III, chapitre I du CESEDA.

Pour les étrangers possédant un titre de séjour régulier, la loi du 3 décembre 1849, est applicable en cas de trouble de l'ordre public.
Dans le langage courant, on parle souvent d'expulsion pour désigner, outre l'expulsion proprement dite, les autres mesures d'éloignement.

## Historique

### La loi de 1849

#### Textes législatifs
La Révolution de 1848 constitue une libéralisation importante à l'égard des expulsions. La circulaire du 18 mars 1848 du gouvernement provisoire met fin aux assignations à résidence et aux expulsions relevant de la loi de 1832. Cependant, les élections de l'assemblée constituante puis de l'assemblée nationale voient l'avancée des partis plus conservateurs. D'abord des républicains modérés, puis du parti de l'ordre. Ceci explique la loi du 3 décembre 1849. Elle permet au préfet d'expulser tout étranger représentant pour lui un danger pour l'ordre public sans avoir à fournir de motif. Elle constitue donc un retour considérable sur les acquis de la révolution et revient au système législatif de la monarchie de Juillet. La loi de 1849 reste en vigueur jusqu'au code la nationalité de 1945.
Le coup d’État de Napoléon III le 2 décembre 1851 constitue encore un recul. Dès le 12 décembre il adresse aux préfets une circulaire autorisant toutes les expulsions « jusqu'à ce que la tranquillité soit rétablie ». Le préfet peut dès lors expulser, avant même de recevoir l'accord du ministère tout étranger dont la présence peut lui « paraître dangereuse du point de vue politique ». Il devra cependant en déférer ensuite auprès du ministre de l'Intérieur. Cette circulaire vise ainsi à réprimer toutes possibilités d'oppositions au coup d’État. Elle n'est par ailleurs que temporaire et la circulaire du 22 janvier 1852 l'annule. Toute expulsion doit désormais d'abord être approuvée par la ministère de l'Intérieur. Par ailleurs, tous les étrangers peuvent être détenus en attente de la décision. Cependant, aucun réfugié ne peut être expulsé dans un pays où sa personne est mise en péril.
La circulaire du 31 mars 1858 ordonne l'expulsion de tous les étrangers, déserteurs ou réfugiés sans nationalité positive - les apatrides - qu'aucun consulat ne veut accueillir, vers l'Algérie. Cette mesure s'inscrit dans les programmes de colonisation de ce territoire alors sous domination française. L'année suivante, le 3 septembre 1859, une circulaire modifie cette précédente en ordonnant que les expulsions soient désormais orientées vers Cayenne. En effet, elle estime désormais qu'une trop forte concentration de reclus en Algérie risque de mettre en péril la pacification de ce territoire, par ailleurs, le gouvernement français de l'époque craignait alors qu'il y ait plus d'étrangers que de français sur le territoire algérien.
La loi du 3 août 1893 crée la catégorie du récidiviste après une expulsion et prévoit les peines concernant tout étranger revenant en France après avoir fait l'objet d'une première mesure d'expulsion. Les concernés doivent alors subir une peine de prison suivie d'une reconduction à la frontière.

#### Le cas de l'Algérie
Officiellement, la loi du 3 décembre 1849 ne devait pas s'appliquer sur le territoire algérien. Le décret de 1852 pour l'expulsion de tout étranger surpris avec un port d'arme prohibé se réfère donc aux lois de la Révolution française. En 1871, dans le cadre de la révolte des Mokrani et de la Commune de Paris, une fermeture plus stricte des frontières est opérée : tout étranger présent sur le territoire algérien doit avoir une carte de sûreté et tout étranger sans domicile ni moyen de subsistance connu est susceptible d'être expulsé. Le caractère dangereux de la population étrangère s’accroît symboliquement en 1876 quand le recensement révèle que la population étrangère en Algérie est devenue supérieure en nombre à la population française - sans compter lesdits indigènes algériens, déjà massivement supérieurs en nombre. En 1883, tout étranger en prison pour plus de huit jours peut désormais être expulsé, ceci a fortement accru le nombre d'expulsions du territoire algérien. Il faut par ailleurs souligner qu'à cette époque, nombre d'expulsions se faisaient en vertu de la loi de 1849.

## Moyens utilisés

### Enfermement des étrangers
Une mesure d'éloignement des étrangers peut s'accompagner d'un enfermement, destiné généralement à donner le temps à l'administration d'appliquer la mesure. L'enfermement des étrangers peut se faire dans trois hypothèses :
- l'étranger venant d'arriver en France par voie ferroviaire, aérienne ou maritime. Deux cas se présentent : soit il n'est pas autorisé à entrer sur le territoire national, soit il fait une demande d'admission au titre du droit d'asile. Dans ces deux cas, il est placé en zone d'attente ;
- l'étranger déjà présent en France et qui fait l'objet d'une mesure d'éloignement du territoire (arrêté de reconduite à la frontière, interdiction du territoire, expulsion). Dans ce cas, il peut être placé dans un centre de rétention administrative ou dans un local de rétention, ou peut être assigné à résidence ;
- l'étranger ayant commis une « infraction à la législation sur les étrangers » (séjour irrégulier, soustraction à une mesure d'éloignement) peut être placé en prison pour une durée variable selon l' « infraction » (de un à trois ans), puis il peut être expulsé au terme de sa peine.

### Zones d'attente
Jusqu'en 1992, les étrangers placés en zone d'attente étaient considérés comme n'étant pas entrés en France et se trouvant dans une « zone internationale » où la loi française n'était pas censée s'appliquer, ce qui permettait à l'administration de les maintenir dans la zone sans limite de durée, sans règle ni contrôle. Les tribunaux français et la Cour européenne des droits de l'homme ont condamné cette fiction juridique, respectivement en 1992 et 1996. Un étranger ne peut être maintenu dans une zone d'attente que pour une période limitée, pouvant dans la pratique aller jusqu'à 20 jours. Les zones d'attente sont destinées aux étrangers « non admis » ou aux demandeurs d'asile dont la demande est en attente (article L. 221-1 du CESEDA).
Les étrangers placés en zone d'attente puis renvoyés dans leur pays d'origine ne font pas l'objet d'une reconduite à la frontière au sens juridique du terme, mais d'un « départ », puisqu'ils ne sont pas censés être entrés sur le territoire français.

### Rétention administrative
Selon l'article L. 551-1 du CESEDA, l'étranger faisant l'objet d'une procédure de reconduite à la frontière peut être placé dans un centre de rétention administrative s'il ne peut immédiatement faire l'objet d'une reconduite à la frontière. La mesure de rétention est prise par arrêté préfectoral, qui doit être notifié à l'intéressé, avec les droits qui y sont attachés, dans une langue qu'il comprend. Avant 2003, la durée de la rétention administrative ne pouvait pas excéder 12 jours. En 2003, elle est portée à 32 jours. Depuis le 13 juillet 2011, elle est de 45 jours. Depuis le 1er janvier 2019, elle est de 90 jours.

## Explications données au faible pourcentage d'éloignements réellement effectués
Le faible taux d'exécution des mesures d'éloignement est souvent présenté comme un indicateur de l'efficacité de la politique migratoire. Ce taux est difficile à calculer, parce qu'il ne suffit pas de diviser le nombre d'OQTF prononcées par celles qui sont exécutées : une large part des OQTF est déclarée illégale par les tribunaux administratifs, et certaines personnes en nombre inconnu quittent le territoire sans y être forcées.  Selon Le Figaro, cela résulte aussi  d'un « manque de volonté politique », et d'un manque de volonté des juges[Lesquels ?].

## Critiques
Aujourd'hui, l'application de ces mesures, notamment dans le cas de la reconduite à la frontière, est critiquée par des associations de défense du droit des étrangers (CIMADE, GISTI). Les services de police français sont également régulièrement critiqués pour leur comportement vis-à-vis des étrangers (violences, décès accidentels) faisant l'objet de ces mesures, aussi bien par les associations que par la commission nationale de déontologie de la sécurité.